# 海外行くならこーでね〜と!
『海外行くならこーでね〜と!』（かいがいいくならこーでね〜と!）とは、テレビ東京系列で2012年4月7日から2013年9月23日まで放送されていた紀行番組。

## 概要
世界中の海外コーディネーターと旅をし、コーディネーターならではの驚きの海外スポットへ案内してもらう。
2013年4月8日からは毎週月曜23:58 - 24:45枠（『ソコアゲ★ナイト』月曜枠）に放送時間が変更された。
2013年9月23日を以って終了。

## 放送リスト
| 1  | 4月7日  | パリ             | 木下隆行（TKO） 押切もえ                            |
| 2  | 4月14日 | パリ             | 木下隆行（TKO） 押切もえ                            |
| 3  | 4月21日 | タイ             | 東貴博 小森純                                       |
| 4  | 4月28日 | タイ             | 東貴博 小森純                                       |
| 5  | 5月5日  | ローマ           | 河本準一（次長課長） トリンドル玲奈 セミ（CHI-CHI） |
| 6  | 5月12日 | ローマ           | 河本準一（次長課長） トリンドル玲奈 スイ（CHI-CHI） |
| 7  | 5月19日 | トルコ           | 岡田圭右（ますだおかだ） 神戸蘭子                   |
| 8  | 5月26日 | トルコ           | 岡田圭右（ますだおかだ） 神戸蘭子                   |
| 9  | 6月2日  | ロンドン         | 後藤輝基（フットボールアワー） 鹿沼憂妃             |
| 10 | 6月9日  | ロンドン         | 後藤輝基（フットボールアワー） 鹿沼憂妃             |
| 11 | 6月16日 | 台湾             | ふかわりょう はるな愛                               |
| 12 | 6月23日 | 台湾             | ふかわりょう はるな愛                               |
| 13 | 6月30日 | ロサンゼルス     | 高田延彦 スザンヌ 小泉里子                          |
| 14 | 7月7日  | ロサンゼルス     | 高田延彦 スザンヌ 小泉里子                          |
| 15 | 7月14日 | 香港             | 藤森慎吾（オリエンタルラジオ） 安田美沙子 岡田紗佳  |
| 16 | 7月21日 | 香港             | 藤森慎吾（オリエンタルラジオ） 安田美沙子 岡田紗佳  |
| 17 | 8月4日  | ソウル           | はるな愛                                            |
| 18 | 8月11日 | びっくり日本食SP | 金田哲（はんにゃ） 吉木りさ 尾崎ナナ                |
| 19 | 8月18日 | ソウル           | はるな愛 金田哲（はんにゃ） 吉木りさ 尾崎ナナ       |
| 20 | 8月25日 | シンガポール     | 金田哲（はんにゃ） 吉木りさ 尾崎ナナ                |
| 21 | 9月1日  | シンガポール     | 金田哲（はんにゃ） 吉木りさ 尾崎ナナ                |
| 22 | 9月8日  | ハワイ           | 藤森慎吾（オリエンタルラジオ） 熊田曜子 有村実樹    |
| 23 | 9月15日 | ハワイ           | 藤森慎吾（オリエンタルラジオ） 熊田曜子 有村実樹    |
| 24 | 9月22日 | スペイン         | 岡田圭右（ますだおかだ） いとうあさこ 森はるか      |
| 25 | 9月29日 | スペイン         | 岡田圭右（ますだおかだ） いとうあさこ 森はるか      |

## ネット局

### レギュラー版・土曜深夜時代
| 放送対象地域   | 放送局         | 系列           | 放送期間                      | 放送日時           | 遅れ      |
| -------------- | -------------- | -------------- | ----------------------------- | ------------------ | --------- |
| 関東広域圏     | テレビ東京     | テレビ東京系列 | 2012年4月7日 -                | 土曜 24:50 - 25:20 | 制作局    |
| 北海道         | テレビ北海道   | テレビ東京系列 | 2012年4月24日 -               | 火曜 25:00 - 25:30 | 17日遅れ  |
| 福島県         | テレビユー福島 | TBS系列        | 2012年5月9日 -                | 水曜 25:20 - 25:50 | 46日遅れ  |
| 宮城県         | ミヤギテレビ   | 日本テレビ系列 | 2012年5月30日 -               | 水曜 10:25 - 10:55 | 60日遅れ  |
| 長崎県         | テレビ長崎     | フジテレビ系列 | 2012年8月3日 -                | 金曜 25:10 - 25:40 | 125日遅れ |
| 和歌山県       | テレビ和歌山   | JATIS          | 2012年8月5日 -                | 日曜 24:55 - 25:25 | 120日遅れ |
| 静岡県         | テレビ静岡     | フジテレビ系列 | 2012年10月1日 -               | 月曜 16:50 - 17:21 | 186日遅れ |
| 大阪府         | テレビ大阪     | テレビ東京系列 | 2012年10月6日 -               | 土曜 25:55 - 26:25 | 112日遅れ |
| 岡山県・香川県 | テレビせとうち | テレビ東京系列 | 2012年10月7日 - 2013年4月14日 | 日曜 12:00 - 12:30 | 106日遅れ |
| 広島県         | 広島テレビ     | 日本テレビ系列 | 2012年10月23日 -              | 火曜 25:29 - 25:59 | 59日遅れ  |

#### 単発・不定期放送
- テレビ愛知（テレビ東京系列）
- TVQ九州放送（テレビ東京系列）　2012年10月6日〜11月3日の間、同年9月の『VIVA!SPORTAS』終了後、同年11月10日の『土曜の夜は!おとななテレビ』が開始するまでの間のつなぎ番組・穴埋め番組として土曜日の18:30 - 19:00に放送。さらに、2013年1月から3月まで、日曜の10:00から半分レギュラー的な形で放送していた。

#### 放送事故
ネット局であるミヤギテレビでは、2012年11月21日10:23から黒画面になる放送事故が発生した。25分後に復旧したが、ほとんど番組は放送されなかったため翌週に改めて放送した。

### レギュラー版・月曜深夜時代
| 放送対象地域   | 放送局                    | 系列           | 放送時間           | 放送開始日    | 遅れ日数   |
| -------------- | ------------------------- | -------------- | ------------------ | ------------- | ---------- |
| 関東広域圏     | テレビ東京（TX）          | テレビ東京系列 | 月曜 23:58 - 24:45 | 2013年4月8日  | 制作局     |
| 北海道         | テレビ北海道（TVh）       | テレビ東京系列 | 月曜 23:58 - 24:45 | 2013年4月8日  | 同時ネット |
| 愛知県         | テレビ愛知（TVA）         | テレビ東京系列 | 月曜 23:58 - 24:45 | 2013年4月8日  | 同時ネット |
| 岡山県・香川県 | テレビせとうち（TSC）     | テレビ東京系列 | 月曜 23:58 - 24:45 | 2013年4月8日  | 同時ネット |
| 福岡県         | TVQ九州放送（TVQ）        | テレビ東京系列 | 月曜 23:58 - 24:45 | 2013年4月8日  | 同時ネット |
| 滋賀県         | びわ湖放送（BBC）         | JAITS          | 月曜 23:58 - 24:45 | 2013年4月8日  | 同時ネット |
| 富山県         | チューリップテレビ（TUT） | TBS系列        | 火曜 24:08 - 24:49 | 2013年4月30日 | 22日遅れ   |
| 熊本県         | 熊本放送(RKK)             | TBS系列        | 土曜 12:10 - 12:55 | 2013年6月22日 | 75日遅れ   |
| 大阪府         | テレビ大阪(TVO)           | テレビ東京系列 | 水曜 23:58 - 24:45 | 2013年10月2日 | 170日遅れ  |

## スタッフ
- 構成：西田哲也/つじまこと、ビル坂恵
- 技術：矢野哲夫、清原光彰、米沢充、榎本茂義、小杉智美、猪俣伸晃、山岸恵史、柳ヶ瀬善夫（週替わり）
- 美術協力：テレビ東京アート
- メイク：山田かつら
- 編集：北代昇司、中島翔
- MA：坂入寛章
- タイトルロゴ：奥田真也
- 音響効果：遠藤亘
- 番宣：梅山文郁（テレビ東京）
- AD：田辺夏子、橋本祐一、中平明日美、松岡祐一郎
- AP：神山亜弓（以前はデスク）、森美恵子、高島千春
- ディレクター：ヨシダマリ、植村純子、島田健作、陣崎行夫、菅井秀一、下条寛子、斎藤雅美、須藤拓也（週替わり）
- 総合演出：木村健作（テレビ東京）
- プロデューサー：塩原幸雄・水谷豊（テレビ東京）、小幡真万、杉田文彦、田中久也
- 制作協力：ZIPPY、いまじん、DESSERT INC.、デザート（週替わり）
- 製作著作：テレビ東京